# 岐阜県小学校の廃校一覧
岐阜県小学校の廃校一覧（ぎふけんしょうがっこうのはいこういちらん）は、岐阜県内の廃校になった小学校の一覧。対象となるのは、学制改革（1947年）以降に廃校となった小学校、および分校である。学校名は廃校当時のもの。廃校時に小学校が所在していた自治体がその後合併により消滅している場合は、現行の自治体に含める。また現在休校中の県内の小学校（分校）も、その多くは実質上廃校となっているため参考として記載する。

## 岐阜市
- 岐阜市立芥見小学校加野分校（1962年）[1]
- 岐阜市立厳美小学校（1964年春近小と統合し岐阜市立三輪南小学校へ）[2]
- 岐阜市立春近小学校（1964年厳美小と統合し三輪南小へ）[2]
- 岐阜市立芥見南小学校（2000年岐阜市立芥見東小学校へ統合）[3]
- 岐阜市立京町小学校（2008年金華小と統合し岐阜市立岐阜小学校へ）[4]
- 岐阜市立金華小学校（2008年京町小と統合し岐阜小へ）[4]
- 岐阜市立明徳小学校（2012年本郷小と統合し岐阜市立明郷小学校へ）[5]
- 岐阜市立本郷小学校（2012年明徳小と統合し明郷小へ）[5]
- 岐阜市立徹明小学校（2017年木之本小と統合し岐阜市立徹明さくら小学校へ）[6]
- 岐阜市立木之本小学校（2017年徹明小と統合し徹明さくら小へ）[6]
- 岐阜市立藍川小学校（2025年藍川北中学校と統合し岐阜市立藍川北学園へ）[7]
- 岐阜大学教育学部附属小学校（2020年岐阜大学教育学部附属中学校と統合し義務教育学校の岐阜大学教育学部附属小中学校へ）[8]
- 柳津町立柳津小学校〈旧〉（1960年佐波小と統合し岐阜市立柳津小学校〈当時：柳津町立〉へ）[9]
- 柳津町立佐波小学校（1960年柳津小〈旧〉と統合し柳津小〈新〉へ）[9]

## 大垣市
- 大垣市立多良小学校（2024年大垣市立上石津中学校などと統合し大垣市立上石津学園へ）[10]
- 大垣市立時小学校（同上）[10]
- 大垣市立一之瀬小学校（同上）[10]
- 大垣市立牧田小学校（同上）[10]
- 上石津村立多良小学校西山分校（1959年）[11]
- 上石津町立時山小学校（1971年大垣市立時小学校〈当時：上石津町立〉へ統合）[12]

## 高山市
- 高山市立上枝小学校（1950年高山市立三枝小学校と高山市立新宮小学校へ分割）[13]
- 高山市立大八小学校山口分校（1956年三福寺分校と統合し上野小へ）[14]
- 高山市立大八小学校三福寺分校（1956年山口分校と統合し上野小へ）[14]
- 高山市立大八小学校（1965年高山市立東小学校へ統合）[15]
- 高山市立北小学校上野分校（1965年3月までは独立校の上野小）（1968年東小へ統合）[16][注釈 1]
- 高山市立丹生川東小学校（2007年高山市立丹生川小学校へ統合）[17]
- 高山市立荒城小学校（同上）[17]
- 高山市立高根小学校（2007年[18]高山市立朝日小学校へ統合[19]）
- 高山市立秋神小学校（2008年[18]朝日小へ統合[19]）
- 高山市立日和田小学校（同上）[18][19]
- 高山市立荘川小学校〈2代目〉（2025年高山市立荘川中学校と統合し高山市立荘川さくら学園へ）[20]
- 荘川村立中野小学校尾上郷分校（1952年）
- 荘川村立中野小学校（1960年）
- 荘川村立荘川小学校野々俣分校（1970年）[21]
- 荘川村立黒谷小学校六厩分校（1976年）[21]
- 荘川村立荘川小学校〈初代〉（1989年黒谷小と統合し荘川小〈2代目〉へ）[21]
- 荘川村立黒谷小学校（1989年荘川小〈初代〉と統合し荘川小〈2代目〉へ）[21]
- 上宝村立双六小学校（1965年高山市立本郷小学校〈当時：上宝村立〉へ統合）[22][注釈 2]
- 上宝村立長倉小学校（1968年本郷小へ統合）[22]
- 上宝村立本郷小学校大原冬季分校（1969年）
- 上宝村立平湯小学校（1954年上宝第二小〈現：高山市立栃尾小学校〉から独立、1968年分教室に戻り、1969年廃止）[23][注釈 3]
- 上宝村立蔵柱小学校（1975年本郷小へ統合）[22]
- 上宝村立栃尾小学校中尾分校（1970年）
- 丹生川村立丹生川小学校法力分校（1979年）
- 丹生川村立丹生川小学校細越分校（1985年）
- 丹生川村立折敷地小学校（1976年統合により荒城小へ）[24]
- 丹生川村立三之瀬小学校（同上）[24]
- 丹生川村立国見小学校（同上）[24]
- 丹生川村立白井小学校[25]（1986年旗鉾小と統合し丹生川東小へ）
- 丹生川村立旗鉾小学校[26]（1986年白井小と統合し丹生川東小へ）
- 国府村立国府小学校〈旧〉（1961年統合により高山市立国府小学校〈当時：国府村立〉へ）[27]
- 国府村立荒城小学校（同上）[27][注釈 4]
- 国府村立富士小学校（同上）[27]
- 国府村立老和気小学校（同上）[27]
- 国府村立宇津江小学校（同上）[27]
- 久々野町立久々野小学校有道分校（1963年）[28][注釈 5]
- 久々野町立渚小学校（1966年高山市立久々野小学校〈当時：久々野町立〉へ統合）[28]
- 久々野町立大西小学校（1972年久々野小へ統合）[28]
- 清見村立夏厩小学校彦谷分校（1950年）
- 清見村立大原小学校小原分校（1950年）
- 清見村立巣野俣小学校（1963年福寄小巣野俣分校となり、1964年廃止）
- 清見村立夏厩小学校上小鳥分校（1963年に冬季分校となり、1966年廃止）
- 清見村立大原小学校楢谷分校（1966年に冬季分校となり、1970年廃止）
- 清見村立池本小学校小鳥山分校（1968年）
- 清見村立池本小学校森茂分校（1972年）
- 清見村立夏厩小学校（1974年統合により高山市立清見小学校〈当時：清見村立〉へ）[29][注釈 6]
- 清見村立牧ヶ洞小学校（同上）[29]
- 清見村立福寄小学校（同上）[29]
- 清見村立池本小学校（1984年清見小へ統合）[29]
- 清見村立大原小学校（2002年清見小へ統合）[30]
- 高根村立高根小学校中之宿分校（1964年）
- 高根村立高根小学校阿多野郷分校（1971年）
- 高根村立高根小学校池ヶ洞冬季分校（1973年）
- 高根村立高根小学校黍生冬季分校（1973年）
- 高根村立高根小学校野麦分校（1981年）
- 高根村立日和田小学校池ノ原冬季分校（1973年）

## 多治見市
- 多治見市立池田小学校諏訪分校（1961年）[注釈 7]
- 多治見市立池田小学校廿原分校（1961年）
- 多治見市・可児町組合立姫治小学校（1966年多治見市立南姫小学校と可児町立南小学校〈現：可児市立旭小学校〉へ分割）[注釈 8]
- 多治見市立南姫小学校北小木分校（1967年）[注釈 9]

## 関市
- 関市立小金田小学校（1963年統合により関市立金竜小学校へ）[31]
- 関市立千疋小学校（同上）[31]
- 関市立保戸島小学校（同上）[31]
- 関市立武儀東小学校（2021年武儀西小と統合し関市立武儀小学校へ）[32]
- 関市立武儀西小学校（2021年武儀東小と統合し武儀小へ）[32]
- 関市立寺尾小学校（2023年関市立武芸小学校に統合）[33]
- 板取村立白谷小学校（1968年門出小〈同時に板取第一小に改称〉へ統合）[34]
- 板取村立岩本小学校（1970年中切小と板取第一小へ分割統合）[34]
- 板取村立中切小学校（1978年島口小と統合し板取北小へ）[34]
- 板取村立島口小学校（1978年中切小と統合し板取北小へ）[34]
- 板取村立保木口小学校（1980年板取北小へ統合）[34]
- 板取村立板取第一小学校（1997年板取北小と統合し関市立板取小学校〈当時：板取村立〉へ）[34]
- 板取村立板取北小学校（1997年板取第一小と統合し板取小へ）[34]
- 上之保村立船山小学校（1967年統合により関市立上之保小学校〈当時：上之保村立〉へ）[35]
- 上之保村立明ヶ島小学校（1967年上之保小明ヶ島分校となり、1968年廃校）[35]
- 上之保村立鳥屋市小学校（1983年行合小と統合し上之保東小へ）[35]
- 上之保村立行合小学校（1983年鳥屋市小と統合し上之保東小へ）[35]
- 上之保村立上之保東小学校（2003年上之保小へ統合）[35]
- 洞戸村立洞戸小学校下洞戸分校（1962年）[注釈 10]
- 洞戸村立洞戸小学校菅谷分校（1970年）[注釈 11]
- 洞戸村立洞戸小学校〈旧〉（1988年洞戸北小学校と統合し関市立洞戸小学校〈新〉〈当時：洞戸村〉へ）[36]
- 洞戸村立洞戸北小学校（1988年洞戸小学校〈旧〉と統合し洞戸小へ）[36]
- 武儀町立中之保小学校（2003年富之保小学校と統合し武儀東小へ）[37]
- 武儀町立富之保小学校（2003年中之保小学校と統合し武儀東小へ）[37]

## 中津川市
- 中津川市立苗木小学校瀬戸分校（1974年中津川市立落合小学校へ統合）[38]
- 中津川市立南小学校川上分校（2003年）[39]
- 中津川市立神坂小学校〈旧〉（2003年山口村立神坂小と統合し中津川市立神坂小学校〈新〉へ）[40]
- 山口村立神坂小学校[注釈 12]（2003年中津川市立神坂小〈旧〉と統合し神坂小〈新〉へ）[40]
- 中津川市立田瀬小学校（2020年下野小へ統合）
- 中津川市立福岡小学校〈初代〉（2023年統合により中津川市立福岡小学校〈2代目〉へ）[41]
- 中津川市立下野小学校（同上）[41]
- 中津川市立高山小学校（同上）[41]
- 坂下町立上野小学校（1971年中津川市立坂下小学校〈当時：坂下町立〉へ統合）[42]
- 付知町立付知小学校（1953年北小〈現：中津川市立付知北小学校〉・南小・東小へ分割）[43]
- 付知町立北小学校北分校（1959年）
- 付知町立南小学校（1984年東小と統合し中津川市立付知南小学校〈当時：付知町立〉へ）[44]
- 付知町立東小学校（1984年南小と統合し付知南小へ）[44]
- 福岡町立福岡西小学校（1955年福岡小新田分校から独立、1979年福岡小〈初代〉へ統合）
- 蛭川村立蛭川小学校田原分校（1963年）[45]
- 加子母村立加子母小学校北分校（1962年）[注釈 13]
- 加子母村立加子母小学校南分校（1962年）

## 美濃市
- 美濃市立上牧小学校御手洗分校（1965年）
- 美濃市立大矢田小学校半道分校[46]（1988年）
- 美濃市立片知小学校板山分校（2001年休校、2003年廃校）
- 美濃市立蕨生小学校（2003年統合により下牧小へ）[47][注釈 14]
- 美濃市立長瀬小学校（同上）[47]
- 美濃市立神洞小学校（同上）[47]
- 美濃市立片知小学校（同上）[47]
- 美濃市立洲原小学校（2004年美濃市立美濃小学校へ統合）[47]
- 美濃市立立花小学校（同上）[47]
- 美濃市立上牧小学校（2009年下牧小と統合し美濃市立牧谷小学校へ）[48]
- 美濃市立下牧小学校（2009年上牧小と統合し牧谷小へ）[48]

## 瑞浪市
- 瑞浪市立陶小学校水川分校（1965年）[49]
- 瑞浪市立土岐小学校大久手分校（1968年）[50]
- 瑞浪市立釜戸小学校荻之島分校（1968年）[51]
- 瑞浪市立日吉第一小学校半原分校（1976年）[49]
- 瑞浪市立日吉第一小学校（1983年日吉第二小と統合し瑞浪市立日吉小学校へ）[52]
- 瑞浪市立日吉第二小学校（1983年日吉第一小と統合し日吉小へ）[52]
- 瑞浪市立大湫小学校（2005年瑞浪市立釜戸小学校へ統合）[53]
- 土岐町立土岐小学校益見分校（1948年）[50]
- 大湫村立小学校足又分校（1953年）[14]

## 羽島市
- 羽島市立上中小学校（1960年羽島市立下中小学校と統合し羽島市立中島小学校へ）[54]
- 羽島市立下中小学校（1960年上中小と統合し中島小へ）[54]
- 羽島市立竹ヶ鼻第二小学校（1957年羽島市立江吉良小学校と統合し羽島市立中央小学校へ）[55]
- 羽島市立江吉良小学校（1957年竹ヶ鼻第二小と統合し中央小へ）[55]
- 羽島市立桑原小学校（2017年羽島市立桑原中学校と統合し義務教育学校の羽島市立桑原学園へ）[56]

## 恵那市
- 恵那市立久棲小学校（1966年統合により恵那市立恵那北小学校へ）[57]
- 恵那市立姫栗小学校（同上）[57]
- 恵那市立河合小学校（同上）[57]
- 恵那市立毛呂窪小学校（2005年恵那北小へ統合）[57]
- 恵那市立佐々良木小学校（1983年野井小と統合し恵那市立三郷小学校へ）[58]
- 恵那市立野井小学校（1983年佐々良木小と統合し三郷小へ）[58]
- 恵那市立藤小学校（1968年2月竹折小と統合し恵那市立武並小学校へ）[59]
- 恵那市立竹折小学校（1968年2月藤小と統合し武並小へ）[59]
- 恵那市立吉田小学校（2014年恵那市立明智小学校へ統合）[60]
- 岩村町立岩邑小学校〈旧〉（1962年大成小と統合し恵那市立岩邑小学校〈当時：岩村町立〉へ）[61]
- 岩村町立大成小学校（1962年岩邑小〈旧〉統合し岩邑小へ）[61]
- 静波村立杉野小学校（1947年明智小へ統合）[60]
- 明智町立明智小学校横通分校（1963年）[60]
- 明智町立吉田小学校阿妻分校（1963年）[62]
- 明智町立東方小学校（1964年明智小へ統合）[60]
- 山岡町立山岡東小学校（1955年遠山村立遠山小から改称、1964年山岡西小と統合し恵那市立山岡小学校〈当時：山岡町立〉東教室となり、1966年新校舎に移転）[63][注釈 15]
- 山岡町立山岡西小学校（1955年鶴岡村立鶴岡小から改称、1964年山岡東小と統合し山岡小西教室となり、1966年廃止）[63]
- 山岡町立山岡小学校峰山分校（1966年）
- 山岡町立山岡小学校久保原分校（1974年休校）[63]
- 山岡町立山岡小学校田代分校（1975年休校、1982年廃校）[63]
- 串原村立本郷小学校閑羅瀬分校（1963年）
- 串原村立本郷小学校松本分校（1964年）
- 串原村立串原小学校〈旧〉（1969年本郷小と統合し恵那市立串原小学校〈当時：串原村立〉串原分教室となり、1971年新校舎に移転）[64]
- 串原村立本郷小学校（1969年串原小〈旧〉と統合し串原小〈新〉本郷分教室となり、1971年廃止）[64]
- 上村立上小学校木ノ実分校（1955年）[14]
- 上矢作町立上小学校達原分校（1965年）
- 上矢作町立上小学校（1992年下原田小と統合し恵那市立上矢作小学校〈当時：上矢作町立〉へ）[65]
- 上矢作町立下原田小学校（1992年上小と統合し上矢作小へ）[65]

## 美濃加茂市
- 美濃加茂市立三和小学校廿屋分校（1963年）[66]

## 土岐市
- 土岐市立鶴里小学校（2015年曽木小と統合し土岐市立濃南小学校へ）[67]
- 土岐市立曽木小学校（2015年鶴里小と統合し濃南小へ）[67]

## 各務原市
- 稲羽町立敬恪小学校（1963年更木小と統合し各務原市立稲羽西小学校へ）[68]
- 稲羽町立更木小学校（1963年敬恪小と統合し稲羽西小へ）[68]
- 川島村立川島小学校渡分校（1950年）[69]
- 川島町立川島小学校笠田分校（1962年）[69]

## 可児市
- 可児町立平牧小学校（1967年可児町立東小学校〈現：可児市立東明小学校〉[70]と可児市立旭小学校〈当時：可児町立〉へ分割）
- 可児町立久々利小学校（1967年平牧小の一部と統合し東小へ）[70]

## 山県市
- 山県市立西武芸小学校（2010年統合により山県市立美山小学校へ）[71]
- 山県市立富波小学校（同上）[71]
- 山県市立乾小学校（同上）[71]
- 美山村立葛原小学校百瀬分校（1964年）
- 美山町立葛原小学校草木分校（1965年）
- 美山町立柿野小学校西洞分校（1970年）
- 美山町立北武芸小学校椿分校（1971年）
- 美山町立北山北小学校（1971年休校、1980年北山小へ統合）
- 美山町立仲越小学校（1986年北山小へ統合）
- 美山町立北山小学校伊往戸分校（1981年）
- 美山町立柿野小学校（1997年乾小へ統合）
- 美山町立北山小学校（1997年）[72]
- 美山町立谷合小学校（2000年統合により山県市立いわ桜小学校〈当時：美山町立〉へ）[73]
- 美山町立葛原小学校（同上）[73]
- 美山町立北武芸小学校（同上）[73]

## 飛騨市
- 飛騨市立神岡西小学校（2005年統合により飛騨市立神岡小学校へ）[74]
- 飛騨市立神岡東小学校（同上）[74]
- 飛騨市立山田小学校（同上）[74]
- 神岡町立茂住小学校谷分校（1963年、細入村立猪谷小学校へ委託[75]）
- 神岡町立寺林小学校（1963年神岡西小へ統合[76]）
- 神岡町立漆山小学校跡津川分校（1965年）
- 神岡町立麻生野小学校（1966年神岡西小へ統合[77]）
- 神岡町立漆山小学校佐古分校（1970年）
- 神岡町立吉田小学校（1971年神岡東小へ統合され吉田分教室となり、1973年廃止[78]）
- 神岡町立漆山小学校（1975年神岡東小へ統合[79]）
- 神岡町立大津山小学校（同上[80]）
- 神岡町立森茂小中学校（1982年下之本小中と統合し飛騨市立山之村小中学校〈当時：神岡町立〉へ）[81]
- 神岡町立下之本小中学校（1982年森茂小中と統合し山之村小中へ）[81]
- 神岡町立栃洞小学校（1983年神岡東小へ統合[82]）
- 神岡町立茂住小学校（1984年神岡東小へ統合[75]）
- 宮川村立種蔵小学校ニコイ平分校（1962年）
- 宮川村立坂上小学校〈初代〉（1964年統合により坂上小〈2代目〉へ）[83]
- 宮川村立大無雁小学校（同上）[83]
- 宮川村立種蔵小学校（同上）[83]
- 宮川村立坂下小学校小豆沢冬季分校（1966年）[83]
- 宮川村立坂下小学校洞分校（1967年）[83]
- 宮川村立坂下小学校打保冬季分校（1968年）[83]
- 宮川村立坂上小学校小谷冬季分校（1971年）
- 宮川村立坂上小学校〈2代目〉（2000年坂下小と統合し飛騨市立宮川小学校〈当時：宮川村立〉へ）[83]
- 宮川村立坂下小学校（2000年坂上小〈2代目〉と統合し宮川小へ）[83]
- 河合村立羽根小学校（1965年角川小へ統合）
- 河合村立角川小学校二ツ屋冬季分校（1967年）
- 河合村立保小学校横谷分校（1969年元田小横谷分校となり、1970年廃校）
- 河合村立保小学校（1969年元田小保分校となり、1971年廃校）
- 河合村立保小学校舟原分校（1969年元田小舟原分校となり、1973年廃校）
- 河合村立元田小学校（1983年角川小へ統合）
- 河合村立角川小学校（1992年稲越小と統合し飛騨市立河合小学校〈当時：河合村立〉へ）[84]
- 河合村立稲越小学校（1992年角川小と統合し河合小へ）[84]
- 古川町立袈裟丸小学校（1963年末真小および信包小と統合し中山小袈裟丸分教室へ）[85]
- 古川町立末真小学校（1963年中山小末真分教室となり、1964年中山小袈裟丸分教室へ統合）[85]
- 古川町立信包小学校（1963年袈裟丸小および信包小と統合し中山小信包分教室へ）[85]
- 古川町立細江小学校（1964年大村小と統合し古川仲小へ）[85]
- 古川町立大村小学校（1964年細江小と統合し古川仲小へ）[85]
- 古川町立中山小学校（1965年中山東小と中山南小に分割）
- 古川町立古川仲小学校（1969年統合により飛騨市立古川西小学校〈当時：古川町立〉仲分教室となり、1970年7月4日新校舎へ移転）[85]
- 古川町立中山東小学校（1969年古川西小東分教室となり、1970年7月4日完全統合）[85]
- 古川町立中山南小学校（1969年古川西小南分教室となり、1970年7月4日完全統合）[85]
- 古川町立数河小学校（1969年古川西小数河分教室となり、1970年7月4日完全統合）[85]
- 古川町立畦畑小学校（1974年飛騨市立古川小学校〈当時：古川町立〉へ統合）[86]

## 本巣市
- 本巣市立根尾小学校（2022年本巣市立根尾中学校と統合し本巣市立根尾学園へ）[87]
- 文殊村立文殊小学校（1950年山添小と統合し本巣市立本巣小学校〈当時：本巣村立〉文殊校となり、1951年完全統合）[88]
- 山添村立山添小学校（1950年文殊小と統合し本巣小山添校となり、1951年完全統合）[88]
- 本巣町立金原小学校（1967年神海小と統合し本巣市立外山小学校〈当時：本巣町立〉へ）[89]
- 本巣町立神海小学校（1967年金原小と統合し外山小へ）[89]
- 根尾村立大須小学校上大須分校（1963年）
- 根尾村立黒津小学校大河原分校（1970年長嶺小大河原分校となり、1971年廃校）
- 根尾村立長嶺小学校能郷分校（1971年）
- 根尾村立奥谷小学校（1972年根尾村立樽見小学校〈2002年根尾小へ改称〉へ統合）[90]
- 根尾村立大須小学校（1970年松田小大須分校となり、1974年廃校）
- 根尾村立松田小学校（1981年樽見小へ統合）[90]
- 根尾村立黒津小学校（1971年長嶺小学校黒津分校となり、1985年廃校）
- 根尾村立長嶺小学校越波分校（1985年廃校）
- 根尾村立長嶺小学校（1995年樽見小へ統合）[90]
- 根尾村立高尾小学校（1999年樽見小へ統合）[90]

## 下呂市
- 下呂市立総島小学校（2009年中切小と統合し下呂市立馬瀬小学校へ）[91]
- 下呂市立中切小学校（2009年総島小と統合し馬瀬小へ）[91]
- 下呂市立小坂小学校〈旧〉（2012年湯屋小と統合し下呂市立小坂小学校〈新〉へ）[92]
- 下呂市立湯屋小学校（2012年小坂小〈旧〉と統合し小坂小〈新〉へ）[92]
- 下呂市立金山小学校〈旧〉（2021年統合により下呂市立金山小学校〈新〉へ）[93]
- 下呂市立下原小学校（同上）[93]
- 下呂市立菅田小学校（同上）[93]
- 下呂市立東第一小学校（同上）[93]
- 下呂市立中原小学校（2023年下呂市立下呂小学校へ統合）[94]
- 小坂町立小坂小学校滝上分校（1963年）[95]
- 馬瀬村立総島小学校名丸分校（1967年）[96]
- 馬瀬村立総島小学校下山分校（1971年）[96]
- 馬瀬村立中切小学校川上分校（1980年）[97]
- 金山町立東第一小学校登呂瀬分校（1959年）[98]
- 金山町立東第一小学校戸部分校（1962年）[98]
- 金山町立東第一小学校東沓部分校（1966年）[98]
- 金山町立東第二小学校（1971年東第一小へ統合）[98]
- 金山町立東第二小学校弓掛分校（1971年東第一小学校弓掛分校となり、1972年廃校）[98]
- 金山町立東第一小学校岩瀬分校（1972年）[98]
- 金山町立菅田小学校新田分校（1973年）[99]
- 下呂町立下呂小学校東上田分校（1965年）[100]
- 下呂町立門和佐小学校（1967年和川小と統合し下呂市立上原小学校〈当時：下呂町立〉へ）[101][注釈 16]
- 下呂町立和川小学校（1967年門和佐小と統合し上原小へ）[101]
- 下呂町立中山小学校久野川分校（1958年和川小から移管[14]、統合により中原小へ）[102]
- 下呂町立和佐小学校（1969年統合により中原小へ）
- 下呂町立中山小学校（同上）[102]
- 下呂町立宮地小学校（1971年統合により下呂市立竹原小学校〈当時：下呂町立〉宮地教室となり、1972年新校舎に移転）[103]
- 下呂町立竹原東小学校（1971年竹原小東教室となり、1972年廃止）[103]
- 下呂町立竹原西小学校（1971年竹原小西教室となり、1972年廃止）[103]
- 萩原町立羽根小学校（1963年下呂市立萩原小学校〈当時：萩原町立〉へ統合）[104]
- 萩原町立西上田小学校（同上）[104]
- 萩原町立尾崎小学校平沢分校（1963年）[105][注釈 17]
- 萩原町立尾崎小学校〈旧〉（1988年山之口小と統合し下呂市立尾崎小学校〈当時：萩原町立〉へ）[105][注釈 18]
- 萩原町立山之口小学校（1988年尾崎小〈旧〉と統合し尾崎小〈新〉へ）[105]

## 海津市
- 海津市立高須小学校（2024年統合により海津市立海津小学校へ）[106]
- 海津市立吉里小学校（同上）[106]
- 海津市立東江小学校（同上）[106]
- 海津市立大江小学校（同上）[106]
- 海津市立西江小学校（同上）[106]
- 平田町立今尾小学校三郷分校（1966年）[107]
- 平田町立今尾小学校西島分校（1972年）[107]
- 海津町立高須小学校内記分校（1967年）[108]
- 海津町立高須小学校平原分校（1968年）[108]
- 南濃町立城山小学校山崎分校（1964年）[109]
- 池辺村立池辺小学校駒野新田分校（1954年）

## 郡上市
- 郡上市立相生第二小学校（2007年郡上市立相生小学校へ統合）[110]
- 郡上市立西和良小学校（2019年郡上市立和良小学校へ統合）[111]
- 郡上市立小川小学校（2022年郡上市立明宝小学校へ統合）[112]
- 郡上市立大和北小学校（2024年統合により郡上市立大和小学校へ）[113]
- 郡上市立大和南小学校（同上）[114]
- 郡上市立大和西小学校（同上）[115]
- 郡上市立大和第一北小学校（同上）[116]
- 八幡町立口明方小学校初納分校（1956年）[117]
- 八幡町立口明方小学校有穂分校（1960年）[117]
- 八幡町立西和良小学校入間分校（1963年）[118]
- 八幡町立西和良小学校洲河分校（1967年）[118]
- 八幡町立相生小学校安久田分校（1970年）[110]
- 八幡町立相生小学校相生分校（1970年）[110]
- 八幡町立小那比小学校野々倉分校（1972年）
- 八幡町立川合小学校河鹿分校（1968年）[注釈 19]
- 八幡町立小那比小学校（2002年相生小へ統合）[110]
- 八幡町立八幡第二小学校（1994年郡上市立川合小学校〈当時：八幡町立〉へ統合）
- 白鳥町立北濃小学校第二分校（1962年郡上市立白鳥小学校〈当時：白鳥町立〉へ統合）[119]
- 白鳥町立牛道小学校六ノ里分校（1982年）[120]
- 白鳥町立牛道小学校阿多岐分校（1982年）[120]
- 白鳥町立北濃小学校第一分校（1982年）[119]
- 白鳥町立北濃小学校干田野分校（1982年）[119]
- 白鳥町立石徹白小学校上在所冬季分校（1984年休校。2002年廃校）[121][122]
- 高鷲村立高鷲小学校下地分校（1966年）[注釈 20]
- 高鷲村立高鷲小学校切立上野冬季分校（1967年切立分校へ統合）[注釈 21]
- 高鷲村立高鷲小学校大洞分校（1976年）[注釈 22]
- 高鷲村立高鷲小学校切立分校（1976年）[注釈 23]
- 高鷲村立高鷲小学校鷲見上野分校（1977年鷲見分校へ統合）[注釈 24]
- 高鷲村立大日小学校（1995年統合により郡上市立高鷲北小学校〈当時：高鷲村立〉へ）[123]
- 高鷲村立高鷲小学校鷲見分校（同上）[123]
- 高鷲村立高鷲小学校西洞分校（同上）[123]
- 和良村立和良小学校方須分校（1963年）[124]
- 和良村立和良小学校鹿倉分校（1964年）[124]
- 和良村立和良小学校田平分校（1964年）[124]
- 和良村立土京小学校（1969年和良小へ統合）[124]
- 大和村立北小学校名皿部分校（1958年西小から移動し、1967年廃校）[125]
- 大和町立北小学校東弥分校（1989年）[125]
- 大和町立北小学校大間見分校（1992年）[125]
- 大和村立西小学校内ヶ谷第一分校（1971年）[126]
- 大和村立西小学校内ヶ谷第二分校（1971年）[126]
- 大和村立西小学校落部分校（1974年）[126]
- 大和村立南小学校神路分校（1974年）[127]
- 大和村立東小学校古道分校（1968年から冬季分校。1976年廃止）
- 大和村立東小学校上栗巣分校（1981年）
- 大和町立東小学校（2001年郡上市立大和南小学校〈当時：大和町立〉へ統合）[127]
- 美並村立南上田小学校（1965年美並村立上田小学校〈現：郡上市立吉田小学校〉へ統合）
- 美並村立下川小学校（1970年統合により美並村立三城小学校（現：郡上市立三城小学校）下川分教室となり、1971年完全統合）[128]
- 美並村立下川小学校大原分校（1970年統合により三城小大原分教室となり、1971年完全統合）
- 美並村立下川小学校三戸分校（1970年統合により三城小三戸分教室となり、1971年完全統合）
- 美並村立高山小学校（1970年統合により三城小学校高山分教室となり、1971年完全統合）[128]
- 奥明方村立畑佐小学校（1950年奥住小へ統合）
- 明方村立奥明方小学校（1973年統合により明方村立明方小学校〈現：郡上市立明宝小学校〉奥明方分教室となり、1974年完全統合）[129]
- 明方村立寒水小学校（1973年明方小寒水分教室となり、1974年完全統合）[129]
- 明方村立奥住小学校（1973年明方小奥住分教室となり、1974年完全統合）[129]

## 養老郡
- 養老町立養老北小学校（1965年養老南小と統合し養老町立養老小学校へ）[130]
- 養老町立養老南小学校（1965年養老北小と統合し養老小へ）[130]
- 養老町立高田小学校（1967年養老小へ統合）[130]
- 養老町立多芸小学校（1970年小畑小と統合し養老町立養北小学校へ）[131]
- 養老町立小畑小学校（1970年多芸小と統合し養北小へ）[131]
- 池辺村立池辺小学校駒野新田分校（1954年）[132]

## 不破郡
- 関ケ原町立今須小学校小林分校（1985年）[133]
- 関ケ原町立関ケ原小学校松尾分校（1961年）
- 関ケ原町立関ケ原小学校野上分校（1964年）
- 関ケ原町立玉小学校（1978年関ケ原小〈初代〉の一部と統合し関ケ原北小へ）
- 関ケ原町立関ケ原南小学校（1978年関ケ原小〈初代〉から改称、2009年関ケ原北小と統合し関ケ原町立関ケ原小学校〈2代目〉へ）[134]
- 関ケ原町立関ケ原北小学校（2009年関ケ原南小と統合し関ケ原小〈2代目へ）[134]
- 関ケ原町立今須小中学校（2021年関ケ原小へ統合）[135]

## 安八郡
- 神戸町立神戸小学校横井分校（1956年）[136]

## 揖斐郡
- 揖斐川町立谷汲小学校〈初代〉（2007年長瀬小と統合し揖斐川町立谷汲小学校〈2代目〉へ）[137]
- 揖斐川町立長瀬小学校（2007年谷汲小〈初代〉と統合し谷汲小〈2代目〉へ）[137]
- 揖斐川町立藤橋小学校（2007年揖斐川町立北方小学校へ統合）[138]
- 揖斐川町立久瀬小学校（2014年北方小へ統合）[139]
- 揖斐川町立坂内小中学校（2022年北方小へ統合）[140]
- 揖斐川町立春日小学校（2025年揖斐川町立小島小学校へ統合）[141]
- 春日村立六合小学校谷山分校（1965年休校、1967年廃校）
- 春日村立六合小学校（1986年統合により揖斐川町立春日小学校〈当時：春日村立〉へ）[142]
- 春日村立美束小学校（同上）[142]
- 春日村立中央小学校（同上）[142]
- 春日村立中央小学校古屋分校（同上）[142]
- 藤橋村立杉原小学校親冬季分校（1960年）
- 藤橋村立杉原小学校（1982年横山小〈同時に藤橋小に改称〉へ統合）
- 坂内村立坂内小学校諸家分校（1974年）[143]
- 坂内村立坂内小学校川上分校（1982年川上冬期分校となり、1988年休校、1990年廃校）[143]
- 久瀬村立日坂小学校（1974年久瀬小へ統合）[144]
- 久瀬村立公正小学校（1978年久瀬小へ統合）[144]
- 久瀬村立小津小学校（1987年久瀬小へ統合）[144]
- 徳山村立徳山小学校塚分校（1983年休校、1987年廃校）
- 徳山村立徳山小学校戸入分校（1985年休校、1987年廃校）
- 徳山村立徳山小学校山手分校（1985年休校、1987年廃校）
- 徳山村立徳山小学校櫨原分校（1987年）
- 徳山村立徳山小学校門入分校（1987年）
- 徳山村立徳山小学校（1987年藤橋小本郷分校となるも休校、1993年廃校）
- 谷汲村立横蔵小学校（2003年谷汲小〈初代〉へ統合）[137]

## 本巣郡
- 北方町立生津小学校（1956年北方小へ統合）[14]
- 北方町立北方小学校（2023年北方西小および北方町立北方中学校〈北方小・北方西小校区〉と統合し義務教育学校の北方町立北学園へ）[145]
- 北方町立北方西小学校（2023年北方小および北方中〈北方小・北方西小校区〉と統合し北学園へ）[145]
- 北方町立北方南小学校（2023年北方中〈北方南小校区〉と統合し義務教育学校の北方町立南学園へ）[145]

## 加茂郡
- 富加町立加治田小学校（1975年富田小（同時に富加町立富加小学校に改称）へ統合）[146]
- 川辺町立川辺小学校上川辺分校（1976年、川辺小学校内に移転し、川辺小上川辺分教室）[147]
- 川辺町立下麻生小学校（1977年川辺小上川辺分教室と統合し川辺町立川辺北小学校へ）[148]
- 川辺町立川辺小学校上川辺分教室（1977年下麻生小と統合し川辺北小へ）[148]
- 八百津町立八百津小学校錦織分校（1960年）[149]
- 八百津町立八百津小学校杣沢分校（1963年）[149]
- 八百津町立久田見小学校坂上分校（1965年）[150]
- 八百津町立久田見小学校大平分校（1965年9月）[150]
- 八百津町立南戸小学校（1977年八百津町立潮見小学校へ統合）[151]
- 八百津町立八百津小学校北山分校（1978年）[149]
- 八百津町立福地小学校（2010年八百津町立久田見小学校へ統合）[150]
- 八百津町立潮見小学校（2023年八百津町立八百津小学校へ統合）[151]
- 潮南村立南戸小学校峰分校（1951年）
- 白川町立大山小学校田島分校（1955年下呂市立下原小学校〈当時：金山町立〉へ統合）[152]
- 白川町立白川小学校中川分校（1970年）[153]
- 白川町立黒川東小学校（1971年統合により白川町立黒川小学校へ）[154]
- 白川町立黒川中小学校（同上）[154]
- 白川町立黒川西小学校（同上）[154]
- 白川町立上佐見小学校（1976年下佐見小と統合し白川町立佐見小学校へ）[155]
- 白川町立下佐見小学校（1976年上佐見小と統合し佐見小へ）[155]
- 白川町立三川小学校（1980年統合により白川町立蘇原小学校へ）[156]
- 白川町立赤河小学校（同上）[156]
- 白川町立切井小学校（同上）[156]
- 白川町立大山小学校（1984年坂ノ東小と統合し白川北小へ）[157]
- 白川町立坂ノ東小学校（1984年大山小と統合し白川北小へ）[157]
- 白川町立白川小学校〈旧〉（2020年白川北小と統合し白川町立白川小学校〈新〉へ、校舎は白川北小を使用）[158]
- 白川町立白川北小学校（2020年白川小〈旧〉と統合し白川小〈新〉へ）[158]
- 東白川村立越原小学校大明神分校（1967年）[159]
- 東白川村立越原小学校（1980年統合により東白川村立東白川小学校へ）[160]
- 東白川村立神土小学校（同上）[160]
- 東白川村立五加小学校（同上）[160]
- 七宗村立上麻生小学校〈旧〉（1966年統合により七宗町立上麻生小学校〈当時：七宗村立〉へ）[161]
- 七宗村立室兼小学校（同上）[161]
- 七宗村立川並小学校（同上）[161]
- 七宗村立神渕小学校杉洞分校（1968年）[162]

## 可児郡
- 御嵩町立御嵩小学校〈旧〉（1959年中小と統合し御嵩町立御嵩小学校〈新〉へ）[163]
- 御嵩町立中小学校（1959年御嵩小〈旧〉と統合し御嵩小〈新〉へ）[163]
- 御嵩町立上之郷小学校〈旧〉（1972年綱木小〈旧〉と統合し御嵩町立上之郷小学校〈新〉へ）
- 御嵩町立綱木小学校（1972年上之郷小〈旧〉と統合し上之郷小〈新〉へ）

## 大野郡
- 白川村立平瀬小学校尾神分校（1954年5月）[164]
- 白川村立平瀬小学校保木脇分校（1963年）
- 白川村立白川小学校大牧分校（1956年10月）[165]
- 白川村立白川小学校牛首分校（1963年）[165]
- 白川村立白川小学校加須良分校（1967年）[165]
- 白川村立白川小学校馬狩分校（1972年）[165]
- 白川村立白川小学校下田冬季分校（1977年）[165]
- 白川村立白川小学校椿原分校芦倉冬季分校（1979年）
- 白川村立白川小学校椿原分校（1980年）[165]
- 白川村立白川小学校小白川分校（1992年）[165]
- 白川村立白川小学校〈旧〉（2011年平瀬小と統合し白川村立白川小学校〈新〉へ）[166]
- 白川村立平瀬小学校（2011年白川小〈旧〉と統合し白川小〈新〉へ）[166]
- 白川村立白川小学校〈新〉（2017年白川村立白川中学校と統合し義務教育学校の白川村立白川郷学園へ）[167]